# Spectralon

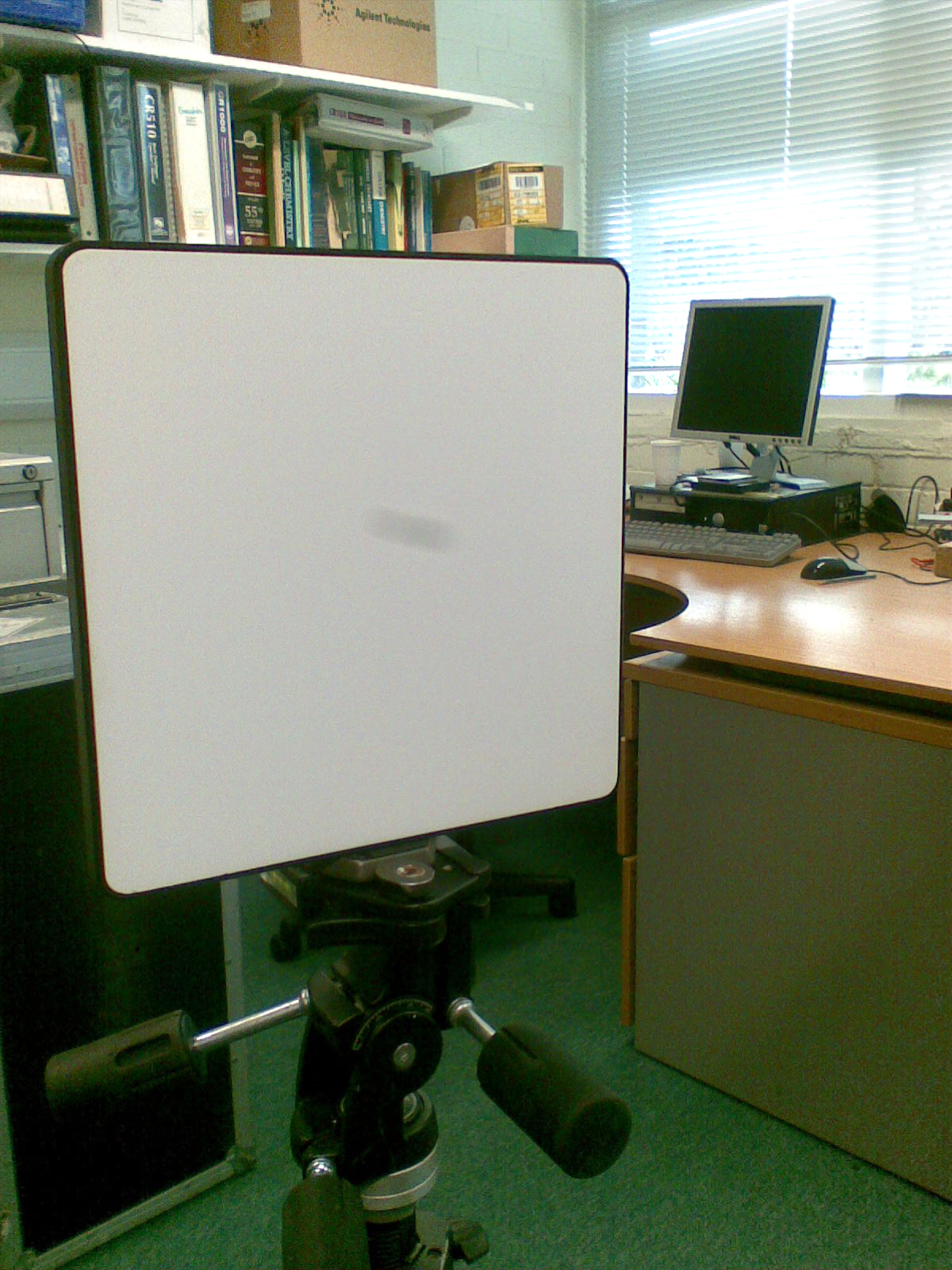
Spectralon tábla

A spectralon egy fluorpolimer, mely a legnagyobb diffúz fényvisszaverő képességgel rendelkezik az összes ismert anyag között a spektrum ultraibolya, látható és a közeli infravörös tartományában. Közel tökéletes Lambert-féle felület, és az optikai eszközök számára a legkülönbözőbb formákat lehet belőle kialakítani, mint például kalibrációs eszközöket, integráló gömböket, lézerek optikai pumpáinak üregeit.

## Jellemzői
A spectralon visszaverő képessége 400 és 1500 nm között >99%, 250 és 2500 nm között >95%. A szürkeskála különböző fokozatainak elérése érdekében szénnel keverik. A felületi vagy felület alatti szennyezések a spektrális tartomány széleinél csökkentik a visszaverődést. A spectralon Lambert-féle felületként viselkedik 257 nm és 10 600 nm között, bár a közeli infravörös tartományon túl a visszaverő képesség csökken. 2800 nm-nél abszorpciót mutat, majd erősen abszorbeál (<20%-os visszaverődés) 5400 nm és 8000 nm között.
A Lambert-féle tulajdonság az anyag felületi és közvetlenül a felület alatti szerkezetéből adódik. A porózus anyagszerkezetben többszörös visszaverődés jön létre a legfelső néhány tizedmilliméterben. 
A spectralon részben depolarizálja a visszavert fényt, de ez a hatás csökken nagyobb beeső szögeknél.
Bár a spectralon erősen víztaszító, a nem poláros oldószereket, zsírokat, olajokat könnyen abszorbeálja. A szennyeződéseket nehéz eltávolítani a felületéről, ezért tisztán kell tartani.
Az anyag felületi keménysége megfelel egy nagy sűrűségű polietilénnek, és 350 °C fokig termikusan stabil.
Az anyag nagy mértékben víztaszító. Az esetleges szennyeződésket vízsugár alatti dörzsöléssel lehet eltávolítani. Sós víz nem változtatja meg az eredeti tulajdonságait.

## Alkalmazás
Háromféle visszaverődési tulajdonsággal rendelkező spectralon van forgalomban: optikai, lézer-, és űralkalmazásokra. A lézeralkalmazásoknál a lézerfényt előállító üreg kivitelezésére használják. Űralkalmazásoknál távoli érzékelők felépítésének egyik anyaga. A spectralon optikai tulajdonsága miatt ideális referencia felület távérzékelésnél. Radiometrikus méréseknél és a számítógépes grafika területén terjed a spectralon alkalmazása.
A spectralon optikai tulajdonságát felhasználják a vegetáció fluoreszkálásának vizsgálatánál is, mellyel fel lehet térképezni a fotoszintézissel működő vegetációt (a Fraunhofer-féle vonalak alkalmazásával). A spectralon lehetővé teszi a kibocsátott fény azon összetevőinek eltávolítását, melyek nem közvetlenül a felület tulajdonságaival, hanem annak geometriai jellemzőivel vannak összefüggésben. A spectralont a Labsphere vállalat (USA) gyártja 1986 óta.

## Fordítás
Ez a szócikk részben vagy egészben  a   Spectralon című angol Wikipédia-szócikk fordításán alapul.  Az eredeti cikk szerkesztőit annak laptörténete sorolja fel. Ez a jelzés csupán a megfogalmazás eredetét és a szerzői jogokat jelzi, nem szolgál a cikkben szereplő információk forrásmegjelöléseként.